# Pandora sarahae
Pandora sarahae is een tweekleppigensoort uit de familie van de Pandoridae. De wetenschappelijke naam van de soort is voor het eerst geldig gepubliceerd in 2010 door Valentich-Scott & Skoglund.